# Украинцы в Северной Македонии
Украи́нцы в Северной Македо́нии (укр. Українці Північної Македонії, макед. Украинци во Северна Македонија) — одна из этнических общин на территории Северной Македонии, которая сформировалась в этой стране под влиянием историко-политических причин. Большинство украинцев в Северной Македонии — потомки эмигрантов из бывших Российской и Австро-Венгерской империй, переселенцы на Балканы в результате Гражданской войны в России, двух мировых войн, сталинских репрессий.
По итогам переписи населения 2002 года в Северной Македонии проживало более 100 этнических украинцев, однако реальная численность значительно превышает эти данные, так как не все из них идентифицировали себя как украинцы в ходе государственных переписей населения в социалистической Югославии, а затем и независимой Македонии. Местами компактного проживания этнических украинцев в Северной Македонии является её столица — город Скопье, а также города Битола, Охрид, Ресен, Делчево.
На 31 декабря 2020 года на консульском учете в Посольстве Украины в Северной Македонии состояло не менее 71 человека, поскольку именно столько граждан зарегистрированы избирателями на избирательном участке в соответствующем дипломатическом учреждении.

## Обеспечение языковых, культурных и других прав украинской диаспоры
В Северной Македонии официально зарегистрированы две украинские организации:
- Общество македонско-украинской дружбы и сотрудничества, зарегистрирована 22 ноября 1994 года.
- Общество украинцев в Республике Македония им. Леси Украинки, официально зарегистрирована 26 марта 2004 года.

Большинство членов Общества македонско-украинской дружбы и сотрудничества — македонцы, известные деятели науки, культуры и искусств, журналисты, представители деловых кругов.
На регулярной основе проводятся литературно-художественные мероприятия, приуроченные ко дню рождения Тараса Шевченко, памятные мероприятия на годовщины Чернобыльской катастрофы, выставки украинской живописи, изобразительного искусства и книжных изданий в Центральном музее города Скопье, презентации совместных экспозиций произведений украинских и македонских художников в столичном культурно-информационном центре, празднование Дня Независимости Украины, а также проведение выставок украинского народного искусства в учебных заведениях Скопье.

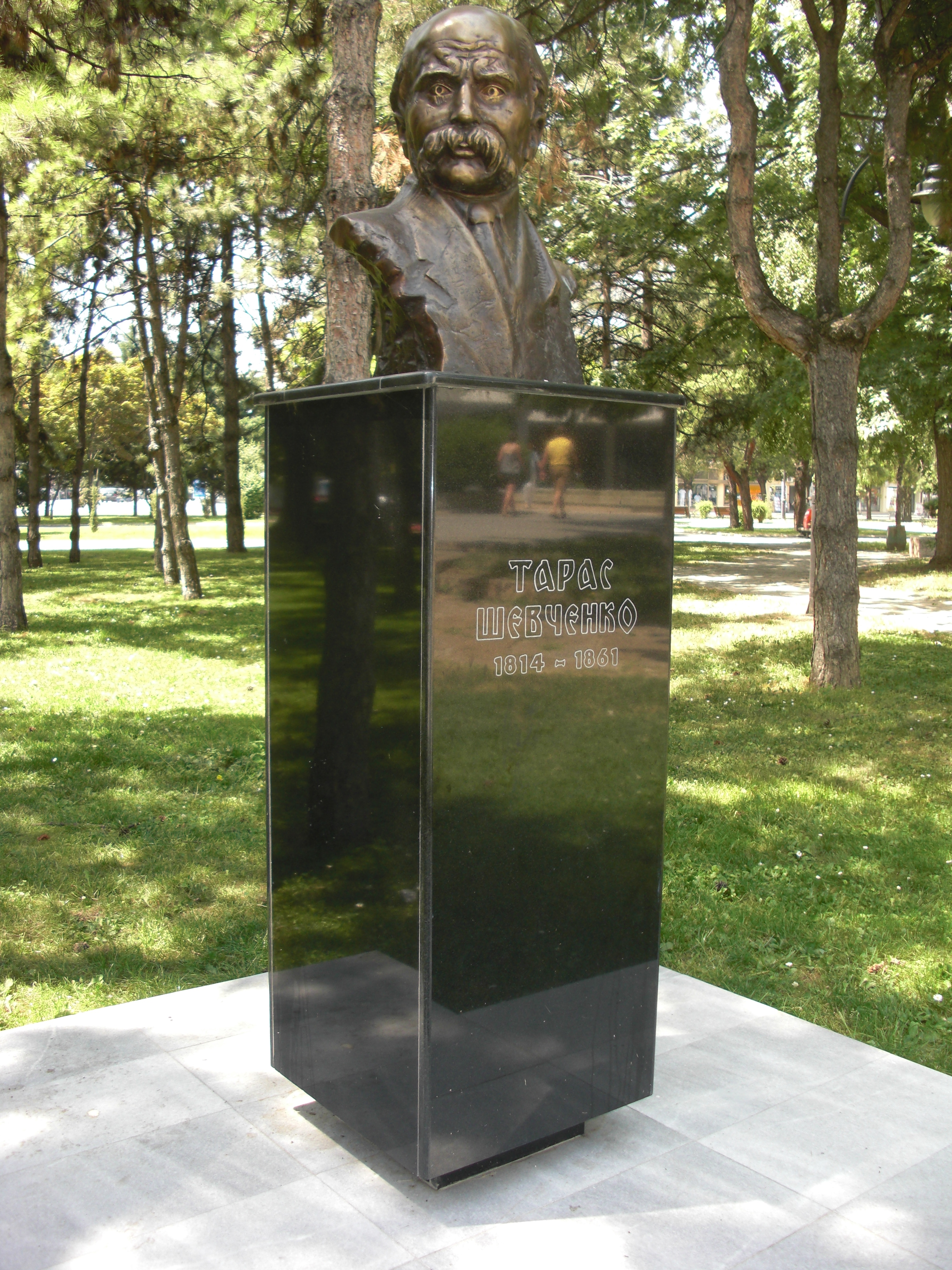
Памятник Тарасу Шевченко в городе Скопье

В нынешнее время председателем Общества украинцев в Республике Македония имени Леси Украинки является Иван Сидоренко, а заместителями Владимир Андрейченко и Вера Черний-Мешкова. Членами общества являются около 60 македонских граждан из числа этнических украинцев.
Целью деятельности общества является поддержание связей с исторической родиной — Украиной, сохранение культурного наследия и содействие в ознакомлении македонской общественности с украинской культурой.
20 мая 2009 года в столице Северной Македонии был торжественно открыт памятник Тарасу Шевченко, который был установлен в центральном парке города Скопье, расположенном напротив национального парламента республики. Бюст сделал известный македонский скульптор, академик Томе Серафимовский, представитель академической школы известного хорватского скульптора Ивана Мештровича.